# 奧胡伊夫卡
49°26′9″N 34°43′53″E / 49.43583°N 34.73139°E
奧胡伊夫卡（羅馬化：Ohuivka）是烏克蘭中部的村莊，隸屬波爾塔瓦州的波爾塔瓦區。該村分別距離蒂姆琴基夫卡1公里和皮薩里夫卡4.5公里，面積2.054平方公里，海拔高度83米，2001年人口255。